# Massac-Séran
Massac-Séran è un comune francese di 320 abitanti situato nel dipartimento del Tarn nella regione dell'Occitania.

## Società

### Evoluzione demografica
Abitanti censiti